# Нигер на летних Олимпийских играх 2008
Нигер принимал участие в Летних Олимпийских играх 2008 года в Пекине (Китай) в десятый раз за свою историю, но не завоевал ни одной медали. Сборную страны представляли 5 спортсменов.

## Лёгкая атлетика

### Мужчины
| Дисциплина        | Спортсмены   | Квалификация | Квалификация              | Полуфиналы | Полуфиналы | Финал     | Финал     |
| Дисциплина        | Спортсмены   | Результат    | Место                     | Результат  | Место      | Результат | Место     |
| ----------------- | ------------ | ------------ | ------------------------- | ---------- | ---------- | --------- | --------- |
| 400 м с барьерами | Харуна Гарба | 55.14        | 7 (25 среди всех забегов) | не прошёл  | не прошёл  | не прошёл | не прошёл |

### Женщины
| Дисциплина | Спортсмены             | Квалификация | Квалификация              | Полуфиналы | Полуфиналы | Финал     | Финал     |
| Дисциплина | Спортсмены             | Результат    | Место                     | Результат  | Место      | Результат | Место     |
| ---------- | ---------------------- | ------------ | ------------------------- | ---------- | ---------- | --------- | --------- |
| 400 м      | Рашидату Сейни Маикидо | 1:03.19      | 7 (49 среди всех забегов) | не прошла  | не прошла  | не прошла | не прошла |